# 火器營總統大臣
火器營總統大臣，或稱管理火器營事務大臣，為清朝設置管理並統轄火器營官兵的八旗系統特派職官，員額不定，由皇帝於王、公、領侍衛內大臣、都統、前鋒統領、護軍統領、副都統內特簡兼充。

## 建置
康熙三十年（1691年），由八旗滿洲佐領、蒙古佐領下每佐領抽調鳥槍護軍6人、炮甲1人，組成內外火器營。並簡王公大臣無定員，即火器營總統大臣，執掌總理內外火器營全部政令、教訓、督練、皇宮值班宿衛，遴選滿洲、蒙古士兵分入內、外營，定期演習、試驗，皇帝巡幸時參與隨扈。
總統大臣下轄協理事務翼長、翼長、署翼長營總、營總、鳥槍護軍參領、副烏槍護軍參領、署鳥槍護軍參領、筆帖式等職官。
乾隆四十一年（1776年），鑄頒火器營印信，以總統大臣其中一人掌管印信，即火器營掌印總統大臣，或稱總理火器營大臣、佩帶火氣營印鑰，與總統大臣共領政務。